# 聖約瑟夫大學
聖約瑟夫大學（Saint Joseph's University，簡寫：SJU或St. Joe's）是位於美國賓夕法尼亞州費城的一所私立天主教大學。

## 历史
隸屬於耶穌會，成立於1851年， 原稱圣約瑟夫學院（Saint Joseph's College），1987年正式升為大學，并開始擴張，現學生總數將近1萬。2015年《美國新聞與世界報道》在“北部地區大學”排名中將其列在第11位。
2022年6月1日，圣约瑟夫大学合并了科学大学，从而增加了健康与科学方面的课程。
2024年1月，聖若瑟夫大學與賓夕法尼亞健康科學學院合併，該大學會通過該學院，逐步提供護理學等相關的課程。

## 学术
它是美国东北部较好的大学之一，以商科见长。

## 外部連結
- Official website （页面存档备份，存于）
- Official Athletics website
- The Hawk （页面存档备份，存于）

39°59′43″N 75°14′20″W / 39.99528°N 75.23889°W